# راينهولد سيبرغ
رينولد سيبيرج (24 مارس 1859 - 23 أكتوبر 1935) عالم اللاهوت اللوثراني الألماني. كان أستاذا اللاهوت في إرلانجن، حيث درس، ثم في عام 1893 أستاذ اللاهوت العقدي في جامعة فريدريش فيلهلم (تأسست جامعة برلين عام 1810).
كقومي ألماني قوي، أكد سيبرغ على دور ألمانيا المعين إلهيا في إنقاذ العال ، ولم يدعم جمهورية فايمار في ألمانيا. كان جزءًا من الحركة من أجل النهضة الحديثة لدراسات مارتن لوثر والإصلاح البروتستانتي، بما في ذلك إعادة تعيين مارتن بوسر كعالم لاهوتي يتوسط بين اللوثرية والفكر الإصلاحي. et [[::de|[العربية]]] ، وكان أيضا اللاهوتي.

## ملنحة والتأثير
قام بتأليف أكثر من عشرين كتابًا والعديد من المقالات، التي تغطي مجموعة من القضايا في اللاهوت التاريخي،. وكان نصه الأكثر شهرة هو كتاب مدرسي واسع الانتشار والمترجم لتاريخ العقائد.  في خمسة مجلدات. قدم العمل الأخير فهماً موسوعيًا لتطور العقيدة المسيحية، من فترة العهد الجديد إلى القرن السابع عشر، وفقًا للطرق التاريخية الحديثة الناقدة. 